# Nipponecphylus
Nipponecphylus är ett släkte av steklar. Nipponecphylus ingår i familjen bracksteklar.
Kladogram enligt Catalogue of Life:
| Nipponecphylus | \| \| Nipponecphylus matsumurai \| \| \| \| \| \| Nipponecphylus palpator \| \| \| \| |
|                | \| \| Nipponecphylus matsumurai \| \| \| \| \| \| Nipponecphylus palpator \| \| \| \| |
|                | Nipponecphylus matsumurai                                                             |
|                |                                                                                       |
|                | Nipponecphylus palpator                                                               |
|                |                                                                                       |